# زد۴

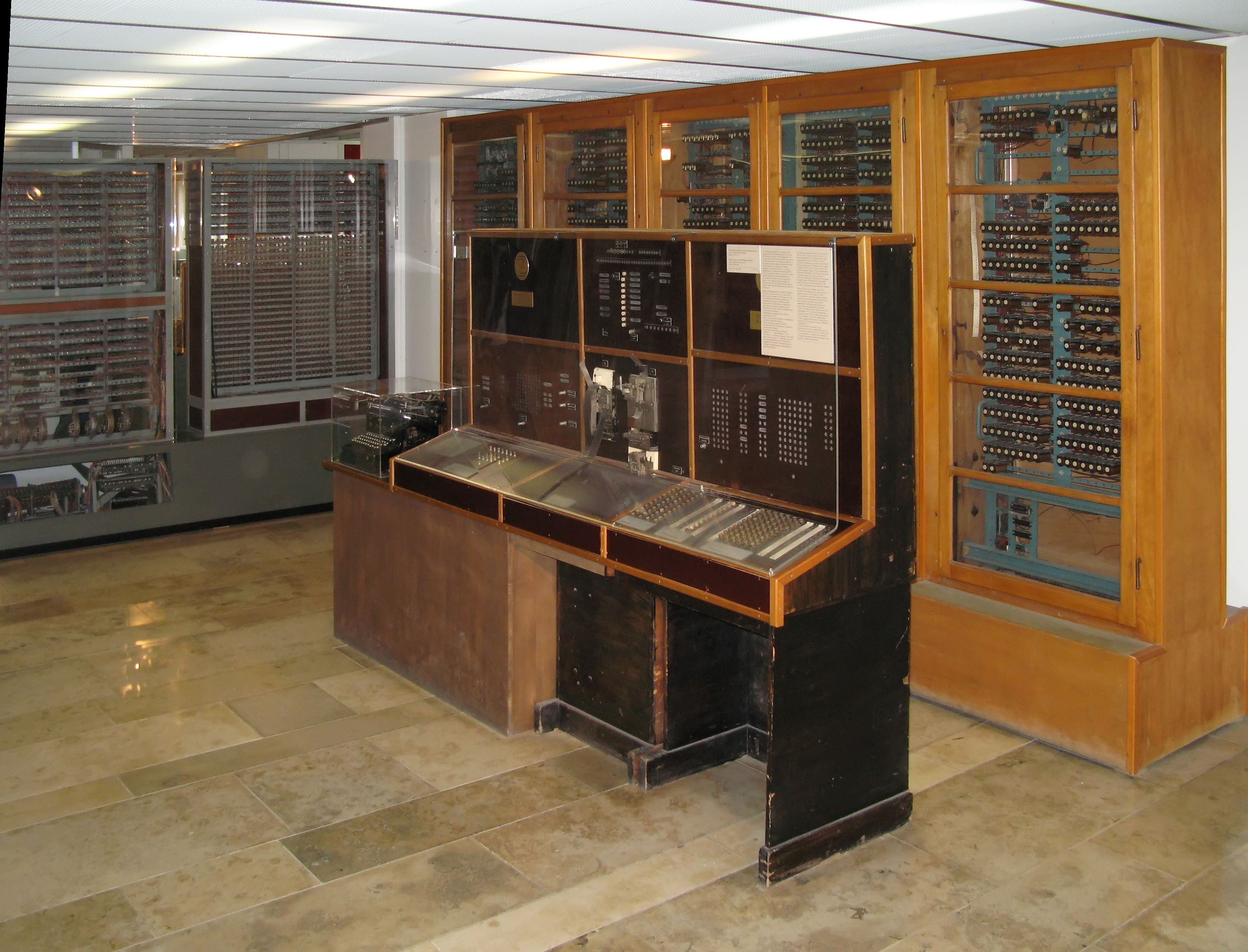
نمایش زد۷۸ در موزه آلمان، مونیخ

زد۴ (به انگلیسی: Z4) احتمالاً اولین رایانه دیجیتال تجاری جهان بود. این رایانه توسط مهندس آلمانی و دانشمند علوم رایانه کنراد تسوزه طراحی و بین سال ۱۹۴۲ تا ۱۹۴۵ توسط شرکتی با نام شرکت تولیدی تسوزه (Zuse Apparatebau) که او تأسیس کرده بود، شناخته می‌شد. زد۴ هدف نهایی تسوزه برای طراحی زد۳ بود. مانند زد۲ (Z2)، رایانه پیش از آن، این رایانه نیز ترکیبی از حافظه مکانیکی و منطق الکترومکانیکی بود و بنابراین نمی‌توان آن را یک کامپیوتر الکترونیکی واقعی به‌حساب آورد.